# Hélice (dispositivo)

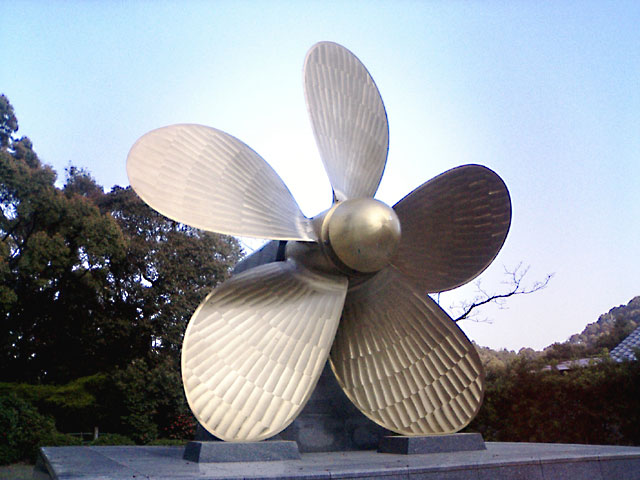
Hélice de cinco palas de un buque de gran tonelaje

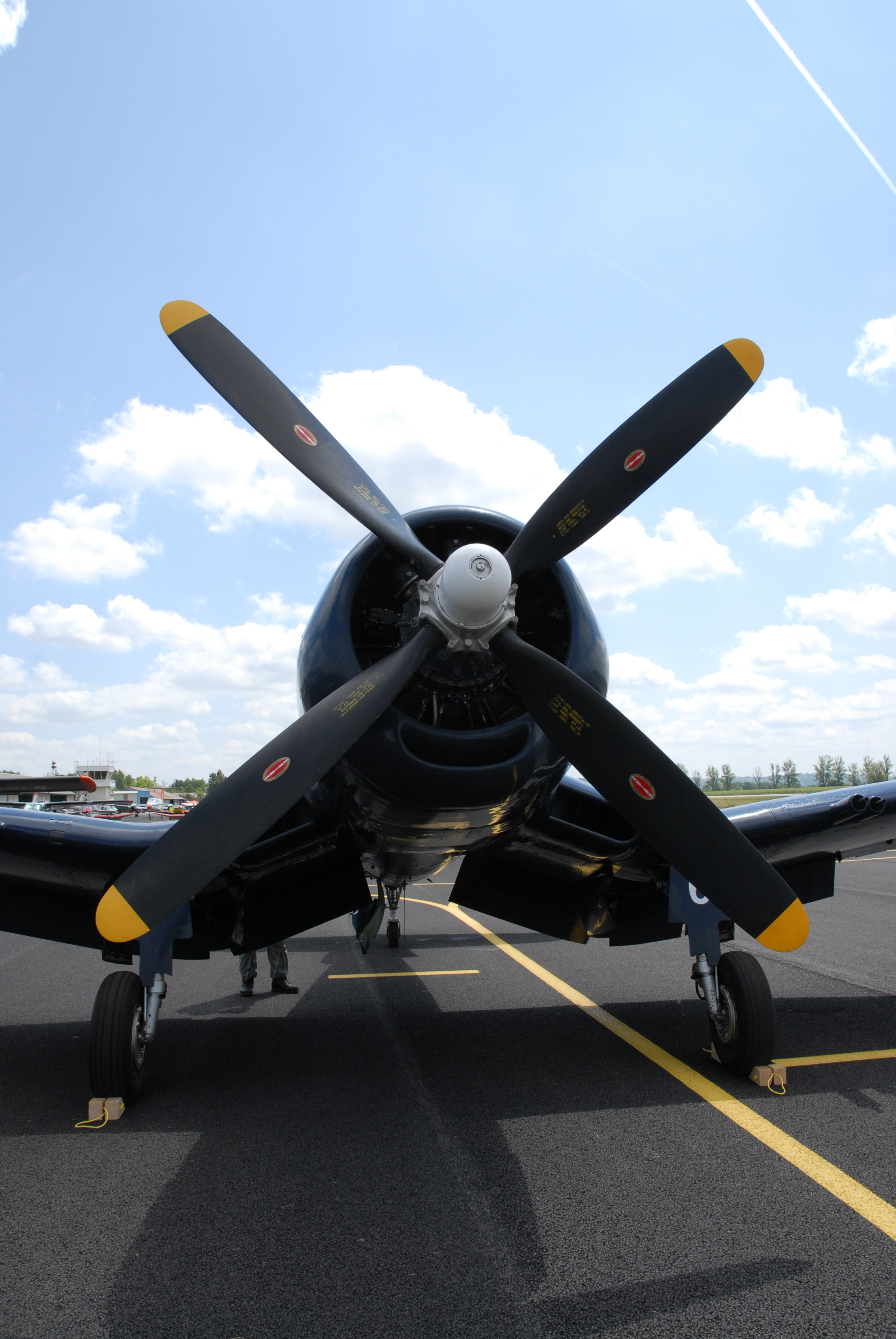
Hélice de un avión F4U Corsair

La hélice es un dispositivo mecánico formado por un conjunto de elementos denominados palas o álabes, montados de forma concéntrica y solidarias de un eje que, al girar, las palas trazan un movimiento rotativo en un plano. Las palas no son placas planas, sino que tienen una forma curva, sobresaliendo del plano en el que giran, y obteniendo así en cada lado una diferencia de distancias entre el principio y el fin de la pala. Provocando una diferencia de velocidades del fluido de una cara y en la otra de la hélice. Lo cual causa que en una cara, del perfil de la hélice el fluido tenga una mayor velocidad pero con una presión menor y en la otra cara del mismo perfil el fluido tenga una menor velocidad pero que causa una presión mayor, lo cual provoca una fuerza perpendicular en el plano de rotación de las palas hacia la zona de menor presión. Esta fuerza es la que se conoce como fuerza propulsora de un buque o aeronave.
Las primeras aplicaciones de las hélices, hace miles de años, fueron los molinos de viento y agua. Hoy en día, también bajo los nombres de «rotor», «turbina» y «ventilador», las hélices y los dispositivos derivados de ellas se emplean para multitud de propósitos: refrigeración, compresión de fluidos, generación de electricidad, propulsión de vehículos e incluso para la generación de efectos visuales (estroboscopio).
Como evidencia la variedad de denominaciones y campos de aplicación, existe una gran variedad de hélices, en tamaños, pesos, número de palas, velocidad de rotación, ángulo de ataque, paso, etc.

## Historia
En 1804 el estadounidense John Fitch había realizado una hélice propulsora pero sin éxito. Finalmente, el inventor de la primera hélice operativa para propulsar un buque fue el checo-germano Josef Ressel, quien solicitó la patente austriaca el 28 de noviembre de 1826. Esta patente fue concedida en 1827. Su objetivo fue mejorar la propulsión de los barcos de vapor o vapores de rueda de su época, equipándolos con un dispositivo de propulsión completamente nuevo que revolucionó la navegación para siempre.
Ressel, cuyo oficio era la de guarda forestal del gobierno imperial para la producción de madera para los astilleros de Trieste, se inspiró en algunos dispositivos previos como fueron: la rosca que usaron los egipcios 950 a. C. para facilitar el riego, el tornillo de Arquímedes (287-212 a. C.) para la elevación de líquidos, harina, cereales o material excavado. Leonardo Da Vinci (1452-1519) elaboró planos a partir del tornillo de Arquímedes y también buscó una aplicación propulsora a través de diseños helicoidales: de hecho, el dibujo para prototipo de helicóptero se asemeja mucho a la primera hélice diseñada por Ressel.

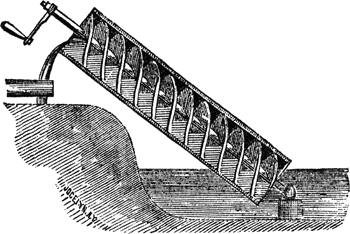
Tornillo de Arquímedes

Ressel sentía una gran curiosidad por el mar y los barcos. Estudió en Austria y trabajó en Eslovenia y en Trieste. Observaba al vapor de ruedas, última tecnología de la época, que hacía la ruta Trieste-Venecia y que era muy propenso a fallas. El vio que el diseño de las ruedas de paletas como propulsión era ineficiente y pensó cómo podía proveer una mayor fuerza y velocidad a los barcos.
Probó su idea por primera vez, instalando vez una hélice de forma helicoidal, accionada manualmente, en la proa de un bote fluvial.

Decidió llevarlo a la práctica y añadió a la máquina de vapor de un barco –el Civetta- un tornillo helicoidal pero esta vez en su popa. El barco de 48 toneladas de registro, se desplazó mucho más rápido, pero el motor a vapor explotó tras alcanzar los seis nudos. Este fracaso hizo que sus ideas en su país no tuvieran eco y tras confiar algunos de sus diseños a un inescrupuloso hombre de negocios francés, sufrió un plagio y es así como su idea llega otros diseñadores de naves. 

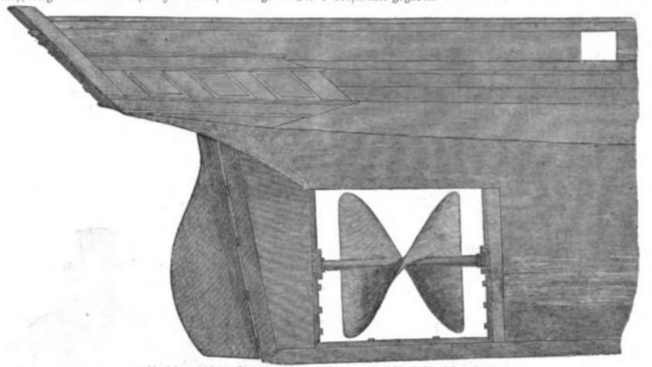
Hélice de Arquímedes instalada en la popa del barco

En 1836, el inglés Sir Francis Pettit Smith probó un prototipo similar al de Ressel, al que patentó en Gran Bretaña. 
Por su lado, en 1837, basándose en la hélice de Ressel el sueco-estadounidense John Ericsson, prueba un diseño mejorado en un bote a vapor de 15 metros que alcanzan una velocidad de 10 nudos sobre el río Támesis, pero no logra convencer al Almirantazgo Británico, para que su idea fuera adoptada. Uno de los errores que cometió Ericsson fue colocar la hélice en la proa y no en la popa del barco. Tras este rechazo, Ericsson construyó un segundo barco propulsado por hélice más grande, tipo bergantín-goleta, el Robert F. Stockton, y lo hizo navegar en 1839 a los Estados Unidos, el primero de su tipo en cruzar el Atlántico. Gracias a esto Ericsson pronto ganaría fama como el diseñador del USS Princeton (1843), el primer buque de guerra propulsado por hélice de la Armada norteaméricana. 
Sir Francis Pettit Smith, fue el gestor del lanzamiento del SS Archimedes un barco de vapor construido en Gran Bretaña que fue la primera embarcación a vapor exitosa en ser propulsada por una hélice de tipo tornillo.
Inspirado en el éxito de la hélice del SS Archimedes, el diseño del trasatlántico más grande de su época el SS Great Britain, fue cambiado del de rueda de paletas al de hélice. En 1845, realiza la travesía transatlántica desde Liverpool hasta Nueva York, en solo 14 días. Gracias a este éxito comercial, en 1845 la Marina Británica, organizó una competencia de tira y afloja entre vapores buque similares jalándose en sentidos opuestos, uno a hélice el HMS Rattler y el HMS Alecto.  La prueba de fuerza fue ganada por el HMS Rattler que arrastró en reversa al HMS Alecto a una velocidad de 2.5 nudos. REcipen ahpi el Almirantazgo Británico toma de decisión de adoptar la hélice en vez de las ruedas de paletas. 
La invención de la hélice supuso un gran avance en el diseño de las embarcaciones. Para 1880 los avances en hélices se habían estabilizado

## Datos variados
Hay hélices en las que la inclinación de las palas es variable, variación que a su vez puede ser respecto al plano de giro de la hélice («paso») o respecto al eje de giro de la hélice («paso cíclico» o simplemente «cíclico»). Para conseguir esto se requieren mecanismos bastante complejos.
En los motores de avión, la propia hélice hace las veces de volante de inercia. En los aviones las hélices son de paso fijo o variable, también se tiene velocidad constante que el paso se regula automáticamente.
En las que son de paso variable, se regula el ángulo o el paso con una palanca llamada prop; se ponen en bandera (en caso de un fallo de motor, poner la hélice en bandera disminuiría la resistencia al avance).
En náutica, nunca se deben instalar hélices con un número de palas múltiplo o submúltiplo del número de pistones del motor, ya que las frecuencias de vibración se acoplarían y podrían romperse.
Como ya se ha dicho, la hélice proporciona una fuerza principal en la dirección de su eje de giro, pero también aparecen otras fuerzas perpendiculares al mismo que provocan ciertas tendencias al movimiento según el lugar donde haya sido montada y otros parámetros diferentes que habría que estudiar.
Astilleros Españoles, S.A. propuso varias formas de mejorar el rendimiento de las hélices marinas, con ganancias, bien en velocidad punta del buque, o en consumo de combustible (patentes oepm n.os 8301333, 0485667, 0492531, y 0500658).